# Reload (NCT DREAMのアルバム)
『Reload』（リロード）は、2020年4月29日にDreamusから発売された韓国のアイドルグループNCT DREAMの4枚目のミニ・アルバム。

## 概要
- 2020年4月22日から4月25日まで「Puzzle Piece」「내게 말해줘 (7 Days)」「사랑은 또다시 (Love Again)」「Quiet Down」のトラックビデオを公開した[5][6]。
- 4月28日には予約注文数が50万枚を突破し、自己最多記録を更新した[7][8]。
- 4月29日にタイトル曲「Ridin'」のミュージックビデオを公開した[9]。
- 初動41万枚を記録し、SMエンタテインメント所属の男性グループでEXOに次ぐ成績となった[7]。
- 6月16日にタイトル曲「Ridin'」のリミックスシングル「iScreaM Vol.2: Ridin‘ Remixes」が公開された[10]。

## チャート成績
韓国ガオンチャート総合アルバムチャートで週間1位を獲得した。
5月15日、全世界のアルバム販売量集計サイトMedia Trafficが発表しているユナイテッドワールドチャートで1位を記録した。
iTunesのトップアルバムチャートでアメリカ、カナダ、メキシコ、ブラジル、チリ、フランス、イタリア、ドイツ、スペイン、スウェーデン、オランダ、ニュージーランド、ノルウェー、ポーランド、フィンランド、ベルギー、ロシア、エストニア、オーストラリア、ポルトガル、コロンビア、レバノン、ルーマニア、コスタリカ、アラブ首長国連邦、サウジアラビア、トルコ、ブルネイ、ブルガリア、カンボジア、レバノン、ウクライナ、ウズベキスタン、インド、インドネシア、日本、香港、台湾、タイ、ベトナム、ハンガリー、マレーシア、フィリピン、シンガポール、ラオス、カタール、スロバキア、パナマ、カザフスタンなど世界51の国と地域で1位を獲得した。
5月5日、米ビルボードのエマージングアーティストチャートで1位を獲得した。

## 収録曲
1. Ridin' [3:23]
  - 作詞 ：장정원 (Jam Factory)、Rick Bridges
  - 作曲 ：Moonshine、Maurice Moore、Jeremy “Tay” Jasper、Adrian Mckinnon、Darius Martin、Hautboi Rich
  - 編曲 ：Moonshine

タイトル曲。疾走感のある強烈なベースラインとビートが印象的なアーバントラップジャンルの楽曲。ポイントダンスでは曲の題名に合わせて走る（ライディング）ジェスチャーを表現した動作が用いられている[14]。
2. Quiet Down [3:09]
  - 作詞 ：장한빛
  - 作曲 ：Timothy 'Bos' Bullock、Jeremy “Tay” Jasper、SAARA、Jordain Johnson、Zachary Chicoine
  - 編曲 ：Timothy 'Bos' Bullock
3. 내게 말해줘 (7 Days) [3:18]
  - 作詞 ：강은정
  - 作曲 ：Henrik Bryld Wolsing、Castle、밍지션
  - 編曲 ：Easthigh、밍지션
4. 사랑은 또다시（愛は再び）(Love Again) [3:32]
  - 作詞 ：신진혜 (JamFactory)、정물화 (JamFactory)
  - 作曲 ：Mike Daley、Mitchell Owens、Jeff Lewis、Micky Blue
  - 編曲 ：Mike Daley、Mitchell Owens
5. 너의 자리（あなたの場所）(Puzzle Piece) [3:47]
  - 作詞 ：황유빈、JENO、JAEMIN
  - 作曲 ：Josh Cumbee、Andrew Allen
  - 編曲 ：Josh Cumbee、Andrew Allen

ジェノとジェミンが作詞に参加した。アコースティックギターの旋律が魅力的な楽曲。